# サルチャク・トカ
サルチャク・カルカコレコヴィッチ・トカ（英語: Salchak Kalbakkhorekovich Toka, ロシア語: Салчак Калбакхорекович Тока, トゥバ語: Салчак Калбак-Хөрек оглу Тока, 1901年12月15日 - 1973年5月11日）は、トゥヴァの政治家。トゥヴァ人民共和国の第二代人民革命党書記長として1932年から1944年のトゥヴァ人民共和国の併合まで、また、トゥヴァ共産党（ソビエト連邦共産党の下部組織）第一書記として1944年から1973年まで職務についた。

## 来歴
サルチャク・トカはモスクワとクズルの東方勤労者共産大学で学んだ。1929年に、トゥヴァ人民共和国の初代人民革命党書記長であったドンドゥク・クーラル(英語版)がソヴィエトによって逮捕されたのと同時に、東方勤労者共産大学を卒業していた5人のトゥバ人がコミッサールに任命された。彼らによって、ドンドゥクが行わなかった集産主義的な政策の追求がなされていった。同年に彼らはクーデタ(英語版)を起こし、1932年5月6日にドンドゥクに代わってトゥヴァ人民革命党(英語版)の書記長となった。
サルチャクはヨシフ・スターリンに接近。1932年にドンドゥクが処刑された後にトゥヴァ人民共和国の指導者となり、ソヴィエト連邦型の共産主義イデオロギーを導入、農業の集産化やチベット仏教のような伝統宗教の抑圧を行った。

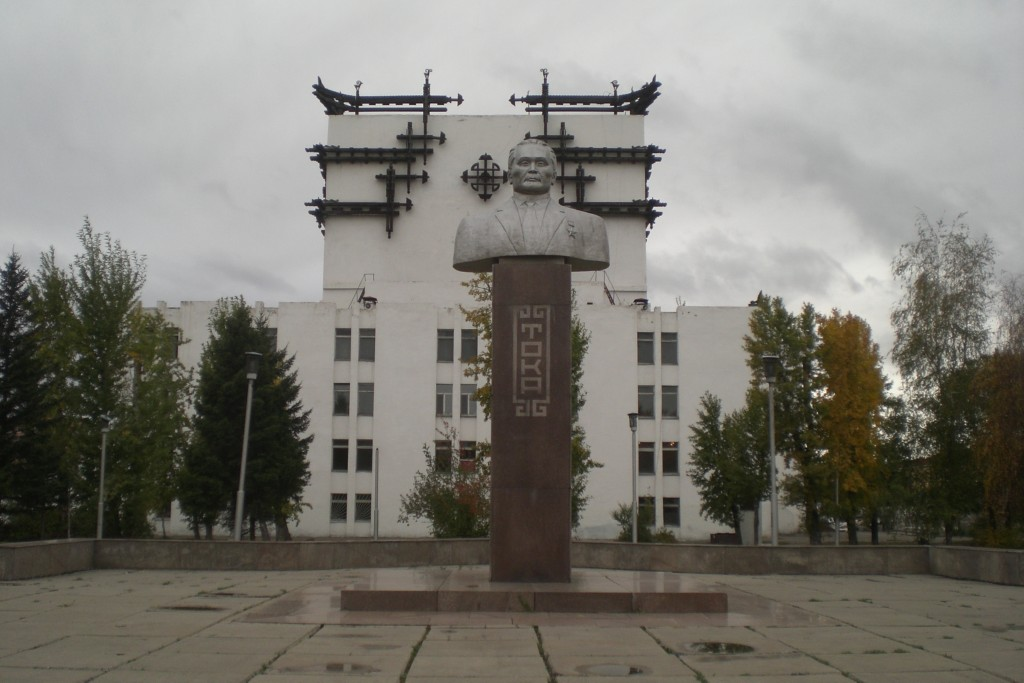
クズルにあるトカの記念像

1940年、ヘルテック・アンチマ(英語版)と結婚。1944年にトゥヴァ人民共和国の併合が勧告され、同年10月30日にソビエト連邦最高会議幹部会議長ミハイル・カリーニンによって正式に併合された。その後ロシア・ソビエト連邦社会主義共和国内のトゥヴァ自治州となった後に、1961年10月10日からはトゥヴァ自治ソビエト社会主義共和国となった。サルチャクは1973年に死亡するまでトゥヴァ共産党第一書記であった。